# گوک جاگام
گوک جاگام (انگلیسی: Gukjagam) بالاترین مؤسسه آموزشی کره (کشور) در دوره گوریو بود که در پایتخت آن زمان، که‌‌سونگ واقع شده بود.